# Wahlkreis Langensalza
Der Wahlkreis Langensalza war ein Landtagswahlkreis zur Landtagswahl in Thüringen 1990, der ersten Landtagswahl nach der Wiedergründung des Landes Thüringen. Er hatte die Wahlkreisnummer 10.
Der Wahlkreis umfasste den kompletten damaligen Landkreis Langensalza mit folgenden Städten und Gemeinden: Alterstedt, Aschara, Bad Tennstedt, Ballhausen, Behringen, Blankenburg, Bothenheilingen, Bruchstedt, Burgtonna, Craula, Eckardtsleben, Gräfentonna, Großurleben, Großvargula, Großwelsbach, Grumbach, Haussömmern, Henningsleben, Herbsleben, Hornsömmern, Illeben, Issersheilingen, Kirchheilingen, Kleinurleben, Kleinvargula, Kleinwelsbach, Klettstedt, Langensalza, Merxleben, Mittelsömmern, Mülverstedt, Nägelstedt, Neunheilingen, Reichenbach, Schönstedt, Sundhausen, Thamsbrück, Tottleben, Tüngeda, Waldstedt, Weberstedt, Wiegleben und Zimmern.

## Ergebnisse
Die Landtagswahl 1990 fand am 14. Oktober 1990 statt und hatte folgendes Ergebnis für den Wahlkreis Langensalza:
| Direktkandidat | Partei (Kürzel) | Erststimmen (%) | Zweitstimmen (%) |
| -------------- | --------------- | --------------- | ---------------- |
| Peter Bonitz   | CDU             | 48,5            | 50,0             |
|                | Chr. L          | -               | 00,2             |
|                | DFD             | 04,3            | 01,6             |
|                | REP             | -               | 00,5             |
|                | DBU             | -               | 00,3             |
|                | DSU             | 01,3            | 01,1             |
|                | F.D.P.          | 07,3            | 09,0             |
|                | LL-PDS          | 07,7            | 07,8             |
|                | NPD             | -               | 00,2             |
|                | NFGRDJ          | 04,5            | 04,9             |
|                | SPD             | 23,3            | 23,9             |
|                | UFV             | 00,7            | 00,5             |

Es waren 33.786 Personen wahlberechtigt. Die Wahlbeteiligung lag bei 73,0 %. Als Direktkandidat wurde Peter Bonitz (CDU) gewählt. Er erreichte 48,5 % aller gültigen Stimmen.